# 京田知己
京田 知己（きょうだ ともき、1970年1月22日 - ）は、日本のアニメ演出家・監督。株式会社レイジングブル取締役、日本アニメーター・演出協会（JAniCA）会員。大阪府出身。武蔵野美術大学造形学部映像学科卒業。

## 経歴
中野裕之のPVに影響を受け、武蔵野美術大学でビデオアートを学び、卒業後サルブルネイにグラフィックデザイナーとして入社。退社後『新世紀エヴァンゲリオン』を観てガイナックスのアルバイトに応募し、ゲーム班に配属される。ガイナックスを辞めたあとグループ・タックに入社し、『キョロちゃん』の各話演出として演出家デビューした。
その後、同僚に誘われボンズに移り、『ラーゼフォン』の制作に参加。出渕裕監督を補佐し、その流れで劇場版『ラーゼフォン 多元変奏曲』で監督デビューを果たす。29歳という遅い演出デビューから実質キャリア4年という異例の早さであった。『交響詩篇エウレカセブン』では4クール（1年間）のテレビシリーズを監督し、ロボットアニメにテクノ/ハウス音楽やサーフィンなどのサブカルチャーを取り入れた作風で注目された。以後も「エウレカセブン」シリーズの劇場版や続編の監督を継続して務めている。
2024年現在は2022年にKADOKAWAの子会社として設立されたレイジングブルに所属し取締役を務めている。

## 人物・作風
京田知己は既存の映像を組み替えることで異なる物語を再構築する編集、情報量の多い複雑な戦闘シーンに特徴がある。板野サーカスを含んだ戦闘演出には村木靖を特技監督として多く制作をしている。また画面の彩度変化やアスペクト比の混在を積極的に演出に取り入れている。作中に登場する巨大建造物への感覚について、橋梁設計をしていた父の影響が指摘されている。
『交響詩篇エウレカセブン ポケットが虹でいっぱい』を制作した頃より手掛けるプロットが重層的になっているが、注文されなければシンプルな物語をオーソドックスに撮る演出を目指したいと語っている。
自分の師匠として、サルブルネイ代表の松本弦人の名を挙げている。見習い時代に、松本が落書きで描いた四角形を見て、自分にはこの完璧な線は引けないと思い、デザイナーとしての進路を諦めたという。アニメ界の師匠として演出家の本郷みつるや高山文彦の名を挙げている。
学生時代に観た『トップをねらえ』や『ふしぎの海のナディア』で庵野秀明を知り、尊敬するアニメ監督にも名前を挙げている。『ヱヴァンゲリヲン新劇場版:序』に絵コンテとして参加したきっかけも「エヴァという作品そのものよりも庵野さんに興味があったから」と述べている。
ロボットアニメ作品にいくつか携わっているが、京田自身はそういった作品には興味がほとんどない旨を度々語っている。

## 主な作品

### テレビアニメ
1999年
- キョロちゃん（39話演出）

2000年
- 幻想魔伝 最遊記（絵コンテ・演出）

2001年
- 地球防衛家族（メカ・クリーチャーデザイン、11話絵コンテ・演出、12話絵コンテ、未放送話演出）

2002年
- フルメタル・パニック！（2,7,14話絵コンテ）
- ラーゼフォン（監督補佐、絵コンテ、演出）

2003年
- 鋼の錬金術師（10,11,16話絵コンテ）

2004年
- 絢爛舞踏祭 ザ・マーズ・デイブレイク（3話絵コンテ・演出、7,12,15話絵コンテ）

2005年
- 交響詩篇エウレカセブン（監督、コンテ、演出）

2006年
- 桜蘭高校ホスト部（24話絵コンテ・演出、20話絵コンテ）
- 天保異聞 妖奇士（OP絵コンテ・演出）

2007年
- 精霊の守り人（OP絵コンテ・演出）
- DARKER THAN BLACK -黒の契約者-（5,11,23話絵コンテ）
- スカルマン（OP演出、ED絵コンテ・演出）

2008年
- 薬師寺涼子の怪奇事件簿（2話絵コンテ）

2010年
- HEROMAN（25話絵コンテ）

2011年
- GOSICK -ゴシック-（ビジュアルコーディネーター、20話絵コンテ・演出、2,8話絵コンテ）

2012年
- エウレカセブンAO（監督、絵コンテ、演出）

2013年
- 宇宙戦艦ヤマト2199（26話絵コンテ）
- マギ The kingdom of magic（OP1絵コンテ・演出、24話絵コンテ）

2014年
- キャプテン・アース（ED1絵コンテ）
- ガンダム Gのレコンギスタ（6話絵コンテ）

2015年
- Classroom☆Crisis（6話絵コンテ）
- コンクリート・レボルティオ〜超人幻想〜（13話絵コンテ）

2016年
- GATE 自衛隊 彼の地にて、斯く戦えり（14話絵コンテ）

2018年
- フルメタル・パニック！ Invisible Victory（4話絵コンテ）

2019年
- とある魔術の禁書目録III（OP2絵コンテ）

2022年
- 機動戦士ガンダム 水星の魔女（2,10,12,16,18,20,22,24話絵コンテ）

2024年
- デッドデッドデーモンズデデデデデストラクション（17話絵コンテ）

### 劇場アニメ
2003年
- ラーゼフォン 多元変奏曲（監督、構成、脚本、絵コンテ）

2007年
- ヱヴァンゲリヲン新劇場版:序（絵コンテ）

2009年
- 交響詩篇エウレカセブン ポケットが虹でいっぱい（総監督、脚本、絵コンテ）

2014年
- 楽園追放 -Expelled from Paradise-（演出、絵コンテ）
- 宇宙戦艦ヤマト2199 星巡る方舟（絵コンテ）

2017年
- 交響詩篇エウレカセブン ハイエボリューション1（総監督、絵コンテ）

2018年
- ANEMONE/交響詩篇エウレカセブン ハイエボリューション（監督、絵コンテ）

2021年
- EUREKA/交響詩篇エウレカセブン ハイエボリューション（監督、脚本、絵コンテ）

### OVA
- Halo Legends エピソード4 Prototype（2010年、演出）

## 出演番組

### ラジオ
- ANI-COM RADIO 〜フジワラでいいカナ〜（第16回 後半）ゲスト出演